# Витегра
Витегра (на руски: Вытегра) е град в Русия, административен център на Витегорски район, Вологодска област. Населението на града към 1 януари 2018 година е 10 324 души.